# ایان استنلی اورد پلیفیر
ایان استنلی آورد پلیفیر (انگلیسی: I. S. O. Playfair; ۱۰ آوریل ۱۸۹۴ – ۲۱ مارس ۱۹۷۲) فرد نظامی اهل بریتانیا بود. وی همچنین برندهٔ جوایزی همچون صلیب نظامی شده‌است.